# Gouvernement Houphouët-Boigny XII
Houphouët-Boigny XI Houphouët-Boigny XIII
Le gouvernement Houphouët-Boigny XII est le gouvernement de Côte d'Ivoire nommé le 2 février 1981, sous la présidence de Félix Houphouët-Boigny.

## Composition
- Ministres d’Etat : Auguste Denise
- Ministres d’Etat : Mathieu Ekra
- Ministres d’Etat auprès du Président de la République : Alexis Thierry Lebbé
- Garde des Sceaux, ministre de la Justice : Camille Alliali
- Ministre de la Défense et du Service civique : Jean Konan Banny
- Ministre des Affaires étrangères : Siméon Aké
- Ministre de l'Intérieur : Léon Konan Koffi
- Ministre de l'Economie, Finances et Plan : Abdoulaye Koné
- Ministre de l'Agriculture : Denis Bra Kanon • Maurice Séri Gnoléba
- Ministre de la Santé publique et de la Population : Lazéni Coulibaly
- Ministre de l'Enseignement technique et de la Formation professionnelle : Ange François Barry Battesti
- Ministre de l'Education nationale : Paul Akoto Yao
- Ministre des Affaires culturelles : Bernard Dadié
- Ministre de l'Information : Amadou Thiam
- Ministre des Travaux publics et des Transports : Désiré Boni
- Ministre de la Production animale : Dicoh Garba
- Ministre du Travail et de l'Ivoirisation des cadres : Vanié Bi-Tra
- Ministre de la Jeunesse, de l'Education populaire et des Sports : Laurent Dona Fologo
- Ministre des Mines : Paul Gui Dibo
- Ministre du Commerce : Amoakon Edjampan Thiémélé
- Ministre de la Sécurité intérieur : Gaston Ouassenan Koné
- Ministre de l'Enseignement primaire et de l'Education télévisuelle : Pascal Dikébié
- Ministre de la Marine : Lamine Fadika
- Ministre de la Condition féminine : Jeanne Gervais
- Ministre de la Fonction publique : Emile Kéï Boguinard
- Ministre des Postes et des Télécommunications : Kouassi Apètè
- Ministre de la Construction et de l'Urbanisme : Eugène Niagne Lasme
- Ministre des Eaux et Forêts : Christian Lohourignon Zagoté
- Ministre du Tourisme : Duon Sadia
- Ministre chargé des Relations avec l’Assemblée nationale : Emile Brou
- Ministre des Affaires sociales : Yaya Ouattara
- Ministre de l'Environnement : Antoine Brou Tanoh
- Secrétaire d’Etat à l’Agriculture : Gilles Laubhouet